# Politisch unmöglich
Der Terminus „politisch unmöglich“ ist eine in den 1950ern aufgekommene Phrase. 

## Das politisch Unmögliche nach Helmut Schoeck
Zum ersten Mal machte Helmut Schoeck 1957 das Phänomen zum Gegenstand wissenschaftlicher Forschung. 1959 erschien sein Werk Was heißt politisch unmöglich?
Eine Handlung kann im Bereich des Unmöglichen liegen, weil wirtschaftliche, psychologische, geographische oder militärische Gegebenheiten sie ausschließen. Die Phrase von einer politisch unmöglichen Handlung, Gesetzgebung oder staatlichen Maßnahme bezieht sich aber im Gegenteil auf Handlungen, von denen die zur Handlung legitimierten und oft sogar verpflichteten Personen zwar genau wissen, dass sie moralisch, wirtschaftlich, sicherheits- oder gesundheitspolitisch angemessen wären, aber zugleich wissen oder vermuten, dass der politische Gegner eine solche Handlung zur Ausgeburt einer Untat aufbauschen wird. Wenn sich Politiker also handlungsunfähig fühlen, weil die mit der Handlung verbundene propagandistische Verwundbarkeit die Chancen des Konkurrenten in der nächsten Wahl vergrößern könnte, reden sie vom politischen Unmöglichen. Die Einnebelung der öffentlichen Debatte durch den leichtfertigen Gebrauch der Phrase vom politisch Unmöglichen wirke, so Helmut Schoeck, über die einzelne Partei hinaus. Diese Floskel führe nicht allein zur Abdankung der Verantwortungsethiker vor den Gesinnungsethikern, sondern ebenso zur Lähmung des politischen Lebens. Seitdem diese Phrase geläufig wurde, neigen Politiker dazu, bei der Wählerschaft den Eindruck zu erwecken, es gebe Handlungen, die ungeachtet ihrer Vernünftigkeit und Wünschbarkeit schlicht nicht in Betracht kämen, weil sie aus Gründen, die psychologisch und juristisch oft unausgelotet bleiben, „politisch unmöglich“ seien. Dadurch komme es zur Verflachung und Verniedlichung, zum Verschweigen grundsätzlicher Fragen. 

## Quelle
- Helmut Schoeck: Das Recht auf Ungleichheit, 3. erweiterte Neuaufl. München, S. 31f